# 倒奶殺牛
倒奶殺牛事件是指中國奶農因供需失衡，而將過剩的牛奶產量傾倒，以及將多餘的乳牛屠宰的事件。

## 历史
2014年至2015年初，因奶源過剩、消費低迷，而導致在山東、河北、內蒙古、黑龍江、廣東等多省的奶牛養殖戶倒奶殺牛。原中國奶業協會常務理事、乳業專家王丁棉稱「這一輪『倒奶殺牛』相比以前有所加劇，多個地區都出現了。2014年年底，連奶源最欠缺的廣州也出現奶農棄養，這在15年來還是首次。」